# 波赫丹尼夫卡 (哈爾科夫州)
48°57′22″N 36°35′1″E / 48.95611°N 36.58361°E
波赫丹尼夫卡（烏克蘭語：Богданівка）是位於烏克蘭東部的村莊，由哈爾科夫州洛佐瓦區的布利茲紐基市鎮負責管轄。該村始建於1850年，面積0.32平方公里，海拔高度187米，2001年人口145，人口密度每平方公里453.1人。